# Bernard I von Bentheim
Bernard I "Paterbernd" von Bentheim (ur. w 1330 r.; zm. w 1421 r.) – hrabia Bentheimu w latach 1364–1421, ostatni władca hrabstwa z dynastii holenderskiej.
Urodził się jako trzeci syn hrabiego Jana i jego żony, Matyldy zur Lippe. Władzę objął po abdykacji brata w 1364 r. Był jednym z najdłużej żyjących władców – zmarł w wieku 91 lat. Po jego śmierci władza w hrabstwie przeszła na siotrzeńca, Eberwina.